# Рахманный, Роман Дмитриевич
Роман Дмитриевич Рахма́нный (настоящая фамилия — Олейник; 1918—2002) — украинский публицист и радиокомментатор, член УСАН, НОШ.

## Биография
Родился 26 декабря 1918 года в селе Подднестряны (ныне в Ходоровской общине Львовской области). Окончил школу во Львове, учился в богословской академии (1937—1939; 1941—1944).
Участник повстанческих формирований ОУН и УГВР, после их разгрома — в эмиграции. 
В эмиграции в Германии — руководитель Украинской прессовой службы (1946—1948), соредактор и соиздатель журналов «Время» (Фюрт-Нюрнберг, 1945—1948), «Украинская трибуна» (Мюнхен, 1946—1948).
С 1949 года в Канаде: главный редактор «Гомона Украины» (1949—1951), член редакционной коллегии журнала «Современность» (1964) и «Новые дни» (1970), переводчик многочисленных украинских периодических изданий за рубежом; статьи в голландской, норвежской, французской, английской и американской прессе.
Учился в Торонтском и Монреальском университетах. Защитил диссертацию (1962). Работал преподавателем украинской литературы, радиокомментатором. Возглавлял украинскую секцию канадского радио (1975—1984).
Умер 24 июня 2002 года в Монреале (Канада).

## Награды и премии
- Государственная премия Украины имени Тараса Шевченко (2 марта 1994 года) — за 3-томный сборник «Украина атомного века»[1]